# Szczytna (województwo podkarpackie)
Szczytna – wieś w Polsce położona w województwie podkarpackim, w powiecie jarosławskim, w gminie Pawłosiów.
W latach 1975–1998 miejscowość położona była w województwie przemyskim.
W październiku 2010 podczas budowy autostrady A4 archeolodzy znaleźli bogato wyposażony grobowiec datowany na VI wiek p.n.e.